# Passions, He Had Three
Passions, He Had Three è un cortometraggio muto del 1913 diretto da Henry Lehrman. Prodotto da Mack Sennett e dalla sua Keystone Film Company, aveva come interpreti Roscoe 'Fatty' Arbuckle, Beatrice Van, Charles Avery, Nick Cogley e Alice Davenport.

## Trama
Henry, ragazzo di campagna grande, grosso e grasso, ha tre passioni: le uova, il latte e le ragazze. Ruba le uova, succhia il contenuto attraverso un foro e poi, dopo averle riempito d'acqua, le rimette a posto. All'ora di colazione, quando le uova vengono sgusciate, il crimine viene scoperto ma, in famiglia, si tende a credere che il ladro di uova possa essere un orso e, davanti ai nidi, viene posta una grande trappola per orsi. Henry, che ha visto tutto, tace. La mucca Loretta, intanto, non dà più latte ma anche qui Henry sta zitto, evitando di raccontare delle sue visite segrete a Loretta munito di una capiente tazza. La graziosa Jenny ha fatto innamorare Henry che però ha un rivale in Si Black. Quando i due si affrontano, sembra che Si, un mingherlino, non possa farcela contro la stazza di Henry, ma con un colpo segreto, guadagna la vittoria. Il suo avversario pare accettare la sconfitta, ma poi, con una mossa improvvisa, riesce a farlo cadere proprio nella trappola posizionato per la cattura dell'orso. La tagliola scatta e il povero Si resta prigioniero, mentre Henry chiama tutti quanti a vedere come il ladro di uova sia caduto nella trappola.

## Produzione
Il film, prodotto dalla Keystone Film Company, venne girato a Los Angeles il 3 maggio 1913.

## Distribuzione
Distribuito dalla Mutual, il film - un cortometraggio di 150 metri - uscì nelle sale statunitensi il 5 giugno 1913. Nelle proiezioni, veniva programmato con il sistema dello split reel, accorpato in un'unica bobina con un altro cortometraggio prodotto dalla Keystone, Help! Help! Hydrophobia!.